# NGC 25
NGC 25 (другие обозначения — ESO 149-19, FAIR 1, AM 0007-571, PGC 706) — линзообразная галактика в созвездии Феникс.
Этот объект входит в число перечисленных в оригинальной редакции «Нового общего каталога».
Галактика была открыта английским астрономом Джоном Гершелем 28 октября 1834.
Является самым ярким членом скопления галактик Abell 2731.